# As Confissões de Frei Abóbora
As Confissões de Frei Abóbora é um filme brasileiro de 1971, do gênero drama, dirigido por Braz Chediak.
O roteiro foi baseado no livro homônimo escrito por José Mauro de Vasconcelos, um grande sucesso de vendas no final da década de 1960.

## Enredo
As aventuras amorosas de um padre desiludido com a religião e com a vida.

## Elenco[1]
- Tarcísio Meira ...Mauro - Frei Aboborá
- Norma Benguell ...Paula
- Lia Torá ...Mãe de Paula
- Jacqueline Myrna
- Emiliano Queiroz
- Nelson Xavier
- Oswaldo Loureiro
- Leda Valle
- Amândio
- Nena Oliveira